# Gaudet Mater Ecclesia

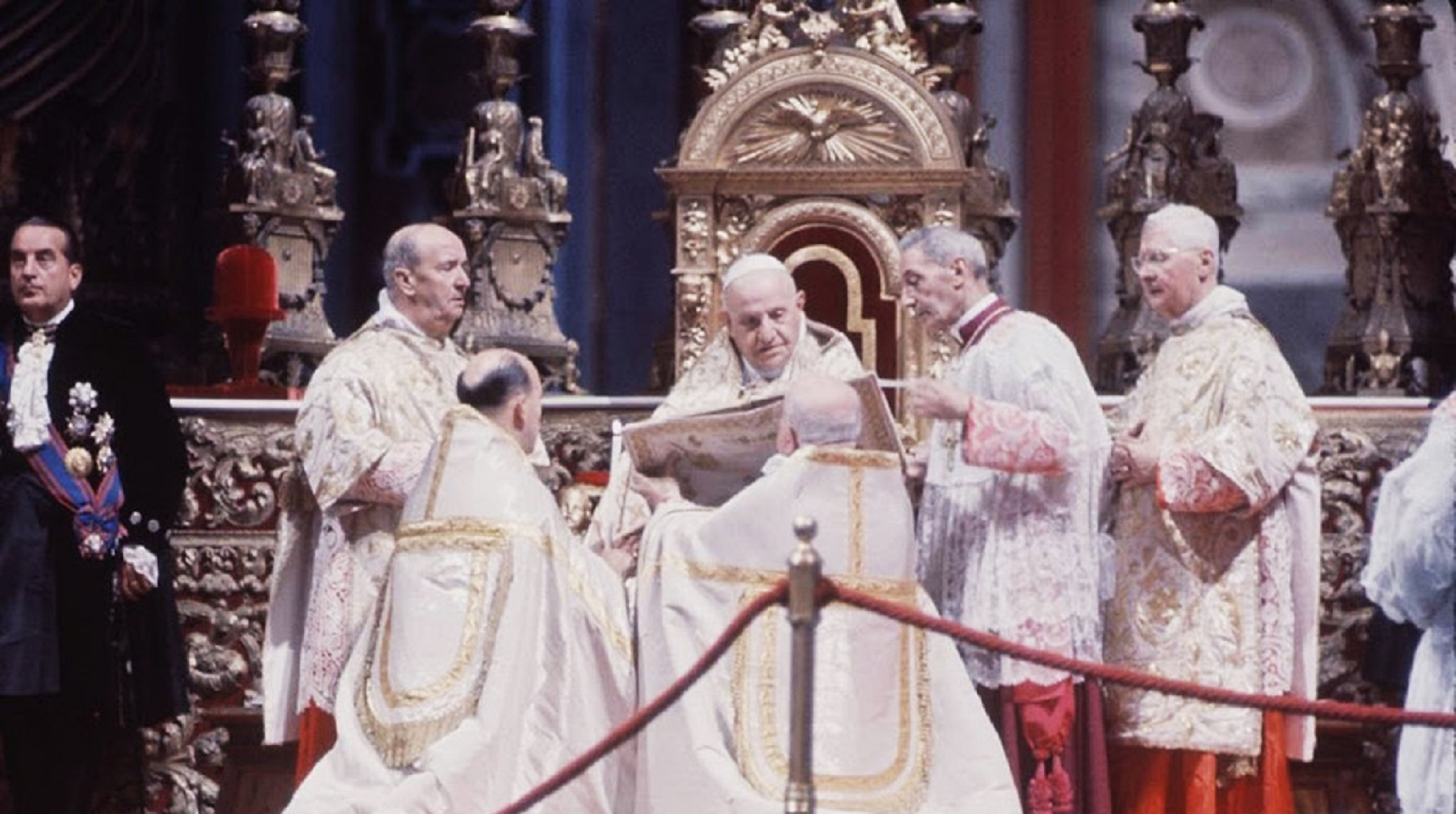
El papa Juan XXIII durante la misa de inauguración del Concilio Vaticano II, fotografía de Lothar Wolleh.

Gaudet Mater Ecclesia es un conocido discurso de Juan XXIII pronunciado en la inauguración solemne del Concilio Vaticano II, el 11 de octubre de 1962. El texto fue completamente redactado por el papa y traducido al latín por el P. Guglielmo Zannoni, perito del concilio.
El discurso resultó un resumen más concreto de los discursos que el Pontífice había dedicado durante la fase preparatoria para tratar las temáticas que debían afrontarse en el concilio y lo que luego, al menos durante la misma asamblea, se llamó «el espíritu del Concilio Vaticano II». Además, propuso la actitud con la que los padres conciliares trabajarían y el objetivo general de este: presentar el depósito de la doctrina católica de una manera adecuada al hombre contemporáneo.

## Preparación
De acuerdo con la documentación puesta a disposición por el secretario personal del papa, el P. Loris Francesco Capovilla, Juan XXIII había comenzado a preparar el discurso con diversas lecturas entre las que se cuentan Gregorio Magno, la bula de convocación del concilio de Trento, el discurso conclusivo de ese mismo concilio, Antonio Rosmini, la alocución inicial del concilio Vaticano I, etc. El mismo Capovilla subraya que el texto era creación íntegra del Papa, lo cual también se puede comprobar si se compara el texto del discurso con otros anteriores e incluso con escritos de Roncalli antes de ser papa.
El inicio de la fase de redacción del documento se ha de situar, según la documentación personal del papa, a mediados de septiembre de 1962. Se pueden distinguir cuatro fases:
- una primera redacción manuscrita
- una serie de correcciones también manuscritas al texto
- un texto mecanografiado que retoma y desarrolla la versión manuscrita
- una revisión manuscrita y corregida del dactiloscrito.[3]

La parte que más modificaciones sufrió fue la dedicada a los objetivos del concilio. A inicios de octubre el pontífice ya había entregado el texto a mons. Zannoni que lo tradujo al latín. Sin embargo, según Martina, monseñor Zannoni no traducía simplemente el texto sino que habló varias veces con Juan XXIII: de ahí algunos agregados que solo aparecen en el texto latino pero que manifiestan la mente del papa. Consta de hecho que el pontífice lo recibió varias veces durante la preparación del discurso.
El texto definitivo fue revisado por el P. Luigi Ciappi, maestro de los Sagrados Palacios, quien incluyó la cita de Vicente de Lérins en el discurso (solo lo que está en cursiva):

Est enim aliud ipsum depositum Fidei, seu veritates, quae veneranda doctrina nostra continentur, aliud modus, quo eaedem enuntiantur, eodem tamen sensu eademque sententia

Sin embargo, este añadido no fue leído por el papa y no apareció en la publicación de L'Osservatore Romano de la que tomaron el texto las diversas traducciones.
Los cardenales Cicognani y Ottaviani también vieron el texto antes de que fuera pronunciado y no hicieron observaciones.

## Contenido
Tras mencionar el papel de los concilios ecuménicos y locales celebrados por la Iglesia católica hasta entonces, Juan XXIII recuerda el día en que dio a conocer la iniciativa de convocar un nuevo concilio, como una inspiración especial e inesperada. 
Él mismo subraya el carácter optimista que quiere dar a esta oportunidad de actualizar las formas de presentar el mensaje cristiano:

En el cotidiano ejercicio de nuestro ministerio pastoral, a veces, a nuestros oídos, hiriéndolos, ciertas insinuaciones de almas que, aunque con celo ardiente, carecen del sentido de la discreción y de la medida. Tales son quienes en los tiempos modernos no ven otra cosa que prevaricación y ruina. Dicen y repiten que nuestra hora, en comparación con las pasadas, ha empeorado, y así se comportan como quienes nada tienen que aprender de la historia, la cual sigue siendo maestra de la vida, y como si en los tiempos de los precedentes concilios ecuménicos todo procediese próspera y rectamente en torno a la doctrina y a la moral cristiana, así como en torno a la justa libertad de la Iglesia. Mas nos parece necesario decir que disentimos de esos profetas de calamidades, que siempre están anunciando infaustos sucesos como si fuese inminente el fin de los tiempos.
n. 4

El Papa alude además a la situación mundial y a la tristeza que le causa que algunos obispos no puedan participar, sea porque se hallan en prisión, sea también por enfermedad.
A continuación desglosa la finalidad principal del concilio: que sea custodiado el depósito de la doctrina cristiana y enseñado del mejor modo posible. No se trata de discutir o tratar algún punto de la doctrina o del dogma, sino de la manera de expresarlo de acuerdo con métodos actuales y buscando ante todo el sentido pastoral:

Una cosa es el depósito mismo de la fe, es decir, las verdades que contiene nuestra venerada doctrina, y otra la manera como se expresa; y de ello ha de tenerse gran cuenta, con paciencia, si fuese necesario, ateniéndose a las normas y exigencias de un magisterio de carácter prevalentemente pastoral.
n. 6

El Papa invita a la Iglesia a una nueva actitud ante los errores: no ya la severidad sino la misericordia mostrando «la validez de su doctrina sagrada» (n. 7). Juan XXIII sostiene la inutilidad del recurso a la violencia. 
Luego recuerda la necesidad, a modo de testimonio ante el mundo, de la unidad de los cristianos. 
En la conclusión se dirige a los obispos, lleno de esperanza acerca de lo que será el concilio para la Iglesia. Finaliza con una oración a Dios y a la Virgen María.

## Recepción
El impacto del discurso en el mundo católico y laico fue positivo. Los deseos del Papa fueron bien recibidos, aunque la prensa subrayó diversos elementos. Por indicar algunos:
- L'Osservatore romano puso en su titular: «Defensa y valoración de la verdad. Cómo reprimir los errores».
- Le Monde: «Juan XXIII exalta los métodos de investigación del pensamiento moderno».
- En el Corriere della Sera se comentaba: «no es solo la presentación y el programa del concilio... es también la presentación y el programa de un pontificado por parte de su protagonista».
- La Croix: «El discurso del 11 de octubre es el verdadero mapa del concilio. Más que un "orden del día", define un espíritu. Más que un programa, ofrece una orientación».

Llamaron especialmente la atención los textos sobre la opción por la misericordia y la mención a los «profetas de calamidades». Pero para los padres conciliares, fuera de las menciones directas y claras del Papa, no resultaron expresiones tan influyentes. Por su parte el cardenal Giuseppe Siri escribió en sus memorias que sentía temor e incluso le quitaba el sueño que algunos puntos del texto pudieran ser mal usados.